# Джамаат уль-Ансар

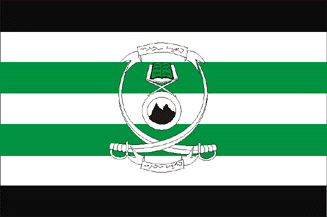
Флаг Харката уль-Ансара

Джамаат уль-Ансар или Харкат уль-Ансар — боевая исламистская организация, основанная на базах Харкат-уль-Джихад-аль-Исламия и Харакат уль-Муджахидин в 1993 году. Свои вылазки террористы осуществляли на территории Индии, в основном в штате Джамму и Кашмир.
Практически сразу после образования, в феврале 1994 года была обезглавлена, влиятельные фигуры организации были захвачены в Сринагаре.
В 1997 в США была занесена в список террористических организаций из-за своих связей с бен Ладеном.